# خزان وقود خارجي قابل للإسقاط

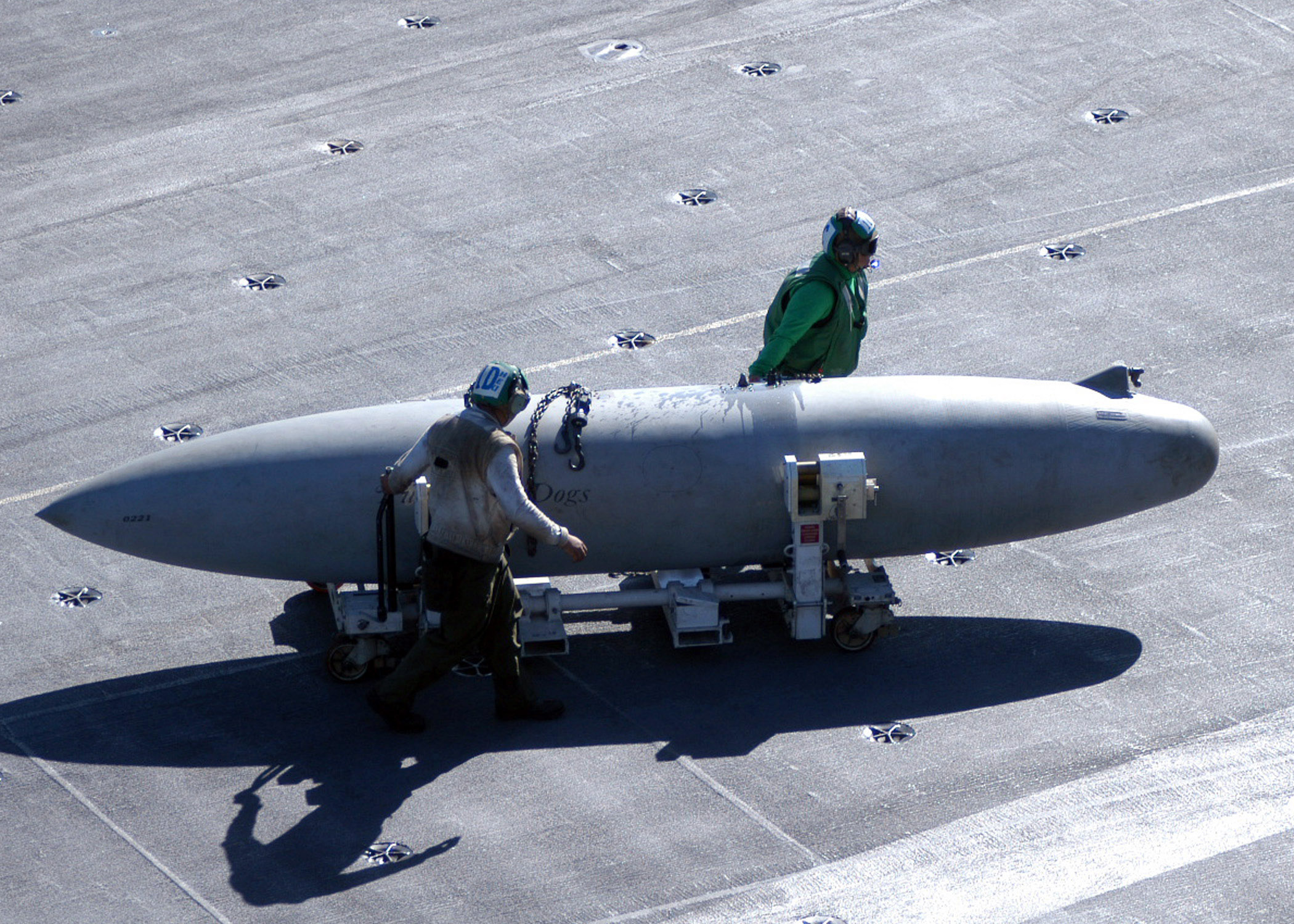
خزان وقود خارجي قابل للإسقاط وهو ينقل على سطح حاملة طائرات

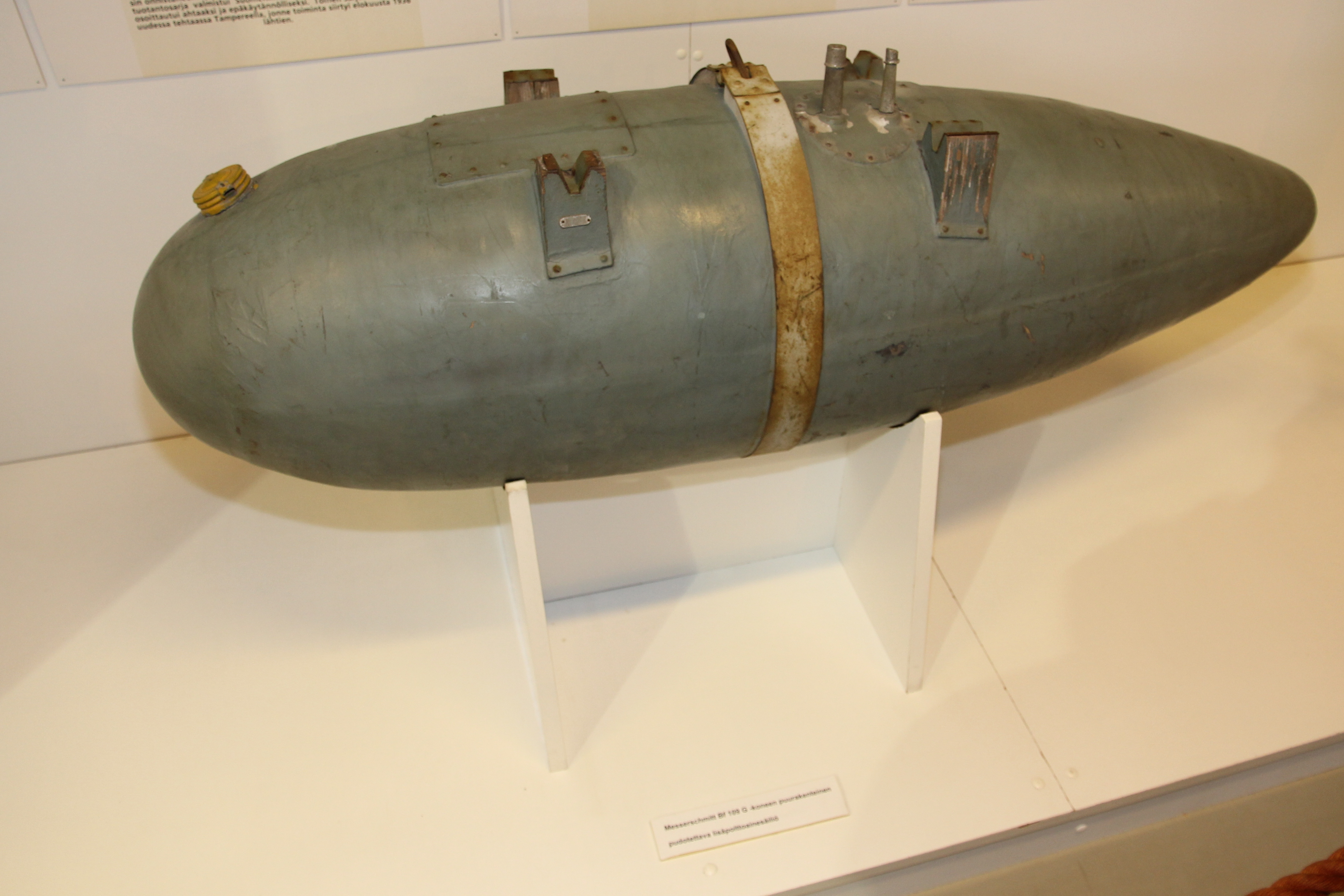
خزان وقود خارجي قابل للإسقاط سعة 300 لتر خلال الحرب العالمية الثانية

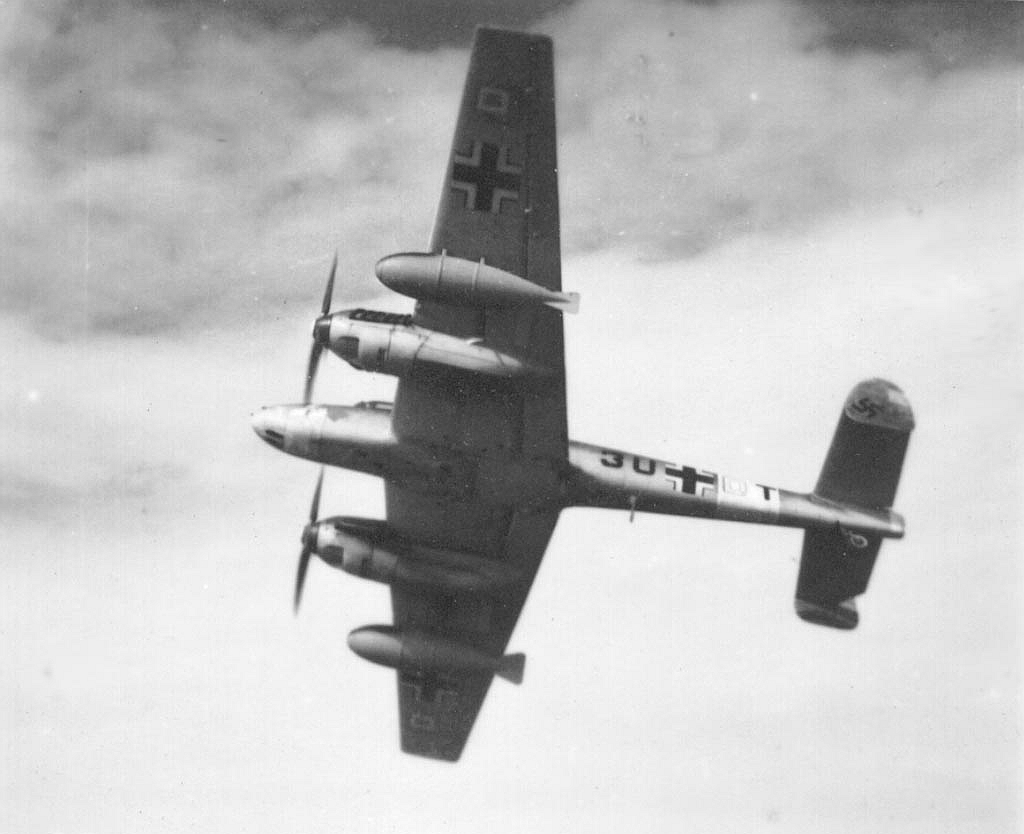
A Bf 110 of 9./ZG 26 with the rarely used, fin-stabilized 900 litre drop tanks

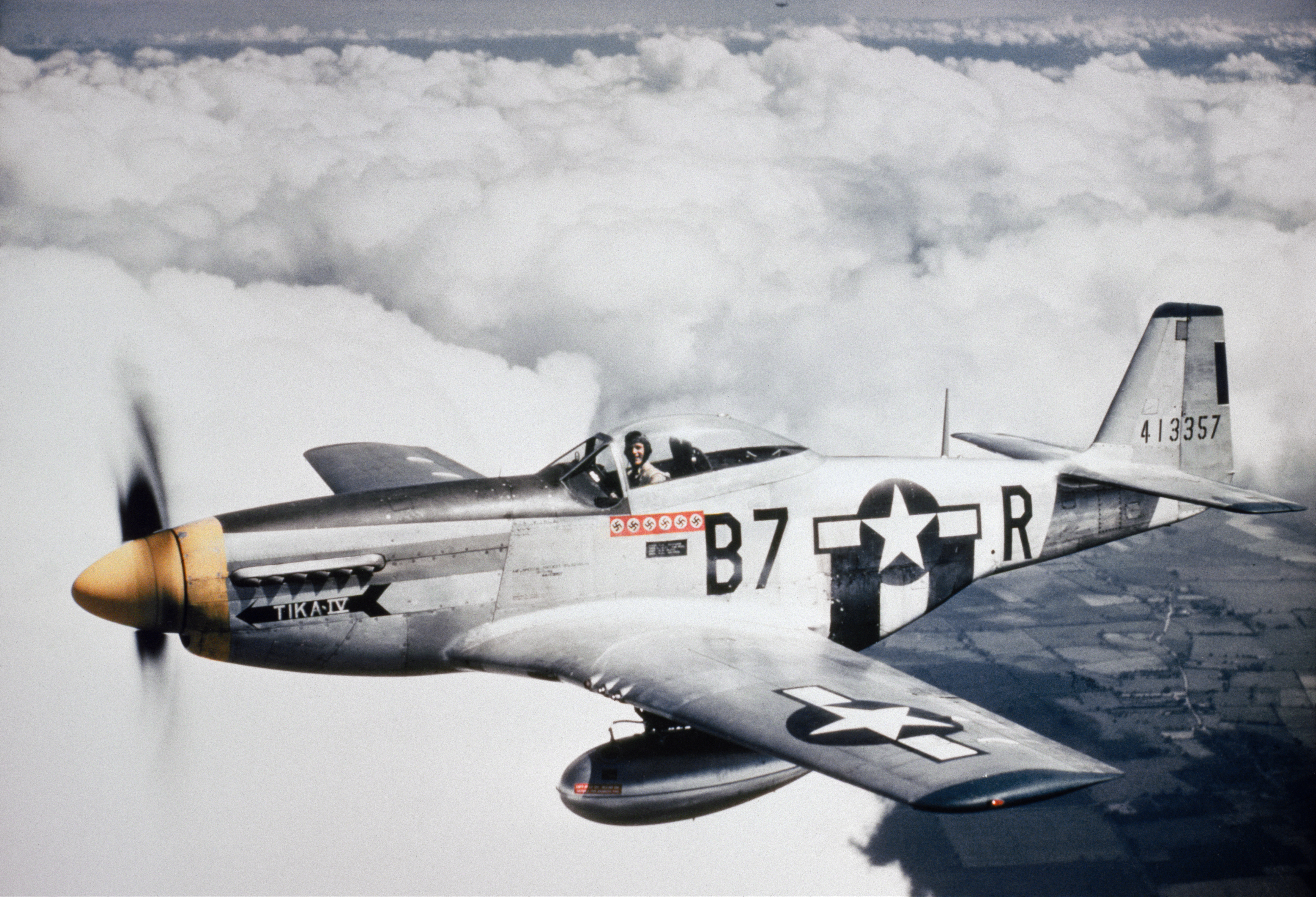

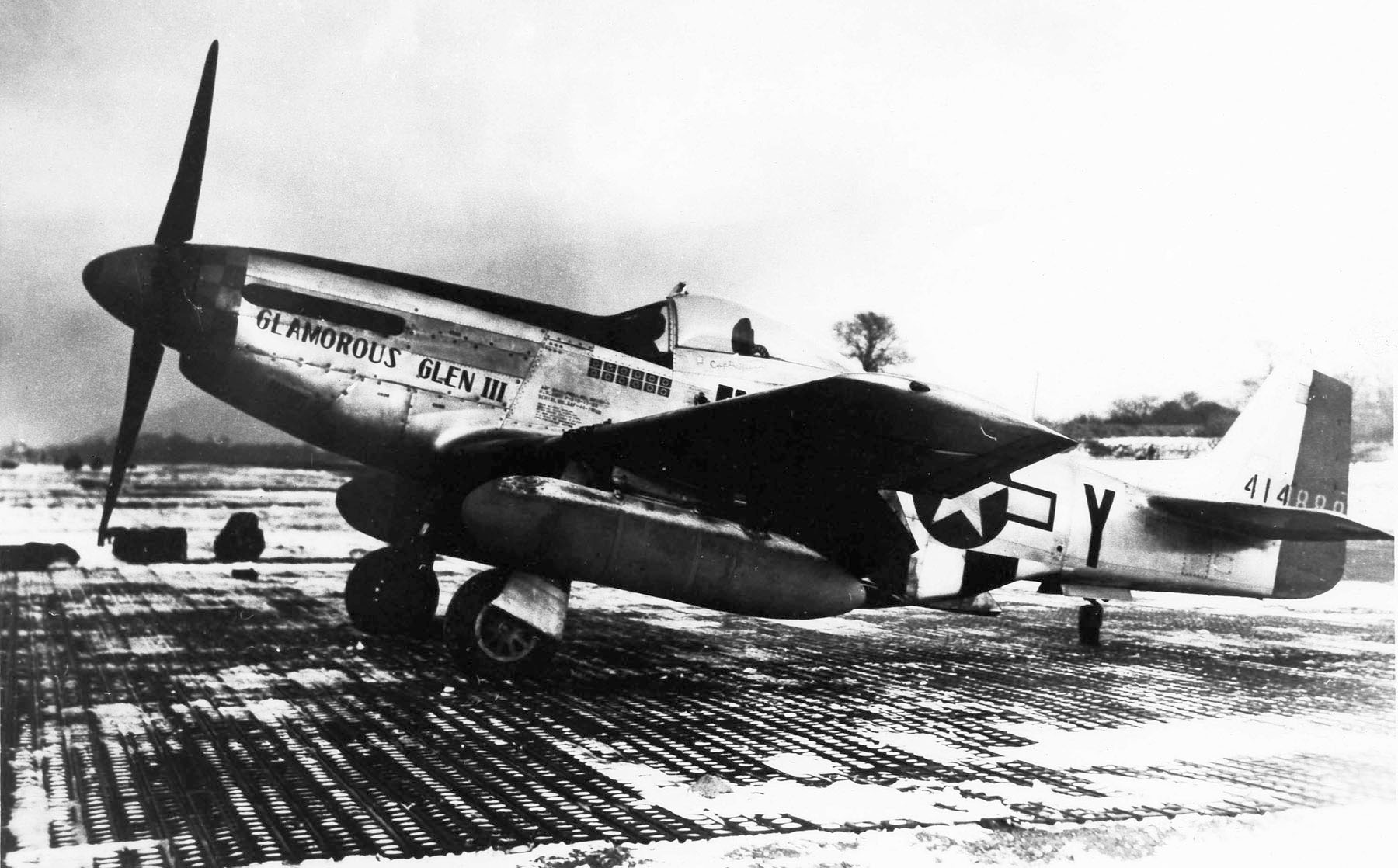
Examples of two P-51 Mustang fighters with (above) 75-gallon and (below) 110-gallon drop tanks in WW II

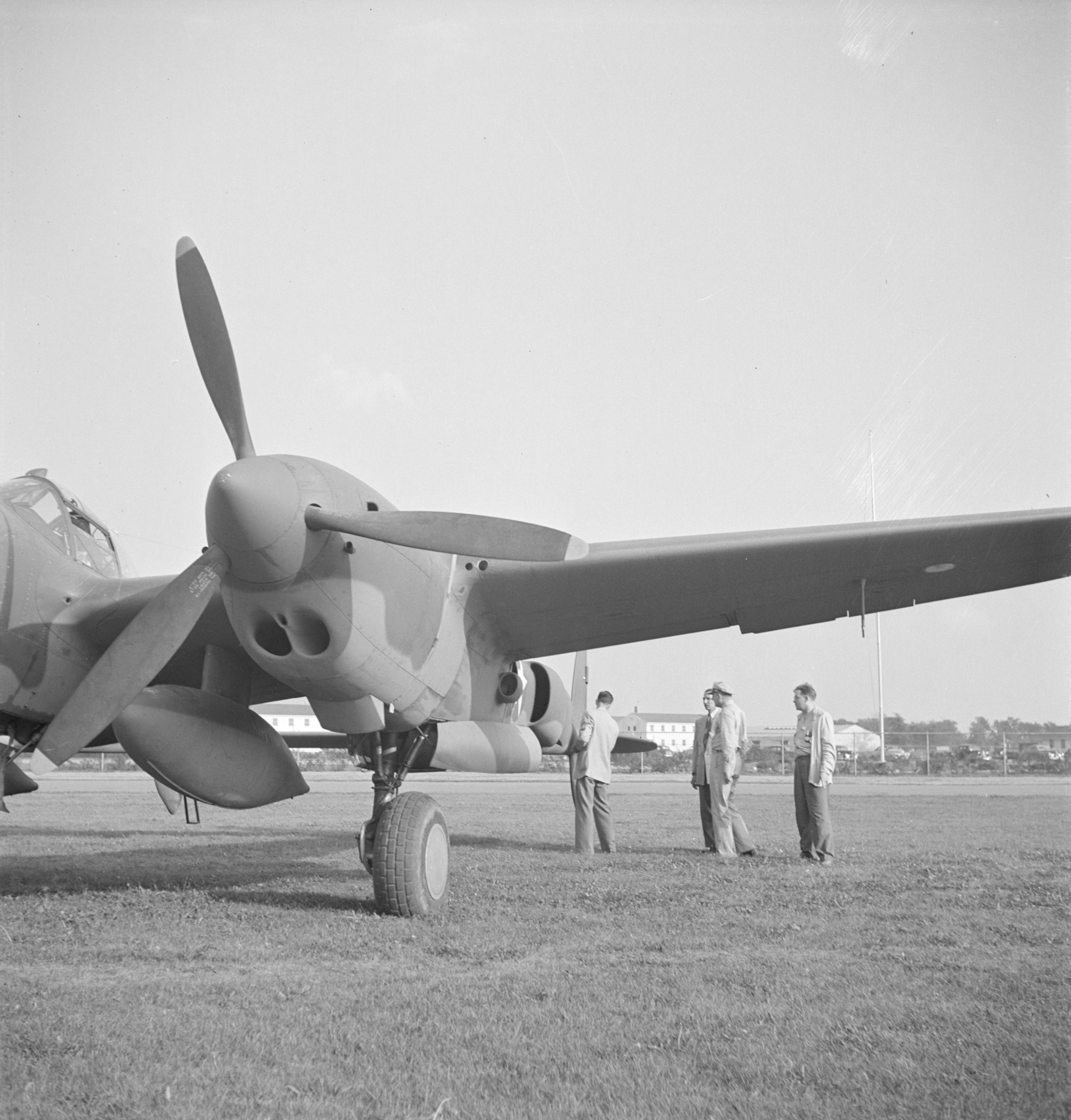
A P-38 Lightning with one of the 231-gallon drop tanks

خزان وقود خارجي قابل للإسقاط (بالإنجليزية: Drop tank)‏: هي خزانات وقود إضافية خارجية، يتم تثبيتها على نقاط التعليق الموجودة تحت بدن أو تحت اجنحة الطائرات الحربية، وهي من المعدات المستهلكة والقابلة للقذف من الطائرة. وتستخم لزيادة مدى الطيران.